# Sungai Kuning (Siulak)
Sungai Kuning is een bestuurslaag in het regentschap Kerinci van de provincie Jambi, Indonesië. Sungai Kuning telt 1169 inwoners (volkstelling 2010).